# Gold Cup (CONCACAF)
Pour les articles homonymes, voir Gold Cup.
La Gold Cup est une compétition de football organisée par la CONCACAF. La sélection qui la remporte est déclarée championne de l'Amérique du Nord, centrale et Caraïbe de football. La compétition est créée en 1963 sous la dénomination Championnat de la CONCACAF (en espagnol Campeonato de Naciones de la CONCACAF) et est renommée en Gold Cup (Copa de oro en espagnol) en 1991.
Le nombre de participants de cette compétition continentale a évolué au cours du temps : neuf sélections en 1963, six entre 1965 et 1981, neuf en 1985, cinq en 1989, huit en 1991 et 1993, neuf en 1996, dix en 1998, 12 entre 2000 et 2017, 16 à partir de 2019.
De 1973 à 1989, la phase finale du tournoi servait de qualification à la Coupe du monde. Avec l'avènement de la Gold Cup proprement dite en 1991, le tournoi est dissocié des éliminatoires du Mondial. De 1991 à 2017, les sélections nationales d'Amérique du Nord (États-Unis, Mexique et Canada) étaient qualifiées d'office pour la phase finale de l'épreuve, tandis que les formations d'Amérique centrale et des Antilles devaient passer par des phases de qualification correspondant à la Coupe UNCAF des nations en Amérique centrale, et à la Coupe caribéenne des nations dans la Caraïbe. Depuis 2019, la Ligue des nations de la CONCACAF sert de qualification au tournoi. En outre, de 1996 à 2005 des équipes d'autres confédérations sont invitées, ce qui explique la présence de la Colombie et du Brésil dans certaines finales. En 2021, la CONCACAF décide d'inviter le Qatar pour les éditions 2021 et 2023.
Avec 13 sacres en 26 participations, le Mexique, actuel tenant du titre, est la nation la plus titrée du tournoi. Les États-Unis, suivent avec sept titres.

## Histoire
Avant la création de la CONCACAF en 1961, le football dans la région est découpé en divisions régionales. Les deux principaux organes sont alors la Confédération centre-américaine et caribéenne de football (en) (CCCF), fondée en 1938 (composé de l'Amérique centrale et la plupart des Caraïbes) et la Confédération nord-américaine de football (en) (NAFC) créée en 1946 (comprenant les pays nord-américains des États-Unis, du Mexique, du Canada et de Cuba). Chaque confédération tient sa propre compétition, la Coupe CCCF et le Championnat nord-américain des nations. La CCCF organise dix championnats de 1941 à 1961, le Costa Rica en remporte sept (1941, 1946, 1948, 1953, 1955, 1960, 1961), le Salvador un (1943), tout comme le Panama (1951) et Haïti (1957). La NAFC organise deux championnats en 1947 et 1949, remportés à chaque fois par le Mexique.
La CONCACAF est créée sous sa forme actuelle en 1961, après la fusion de la NAFC et de la CCCF et aboutit donc à une seule compétition pour le continent. Toutefois, la première compétition officielle d'équipes nationales n'a lieu que plus de deux ans plus tard, le Salvador étant choisi comme premier pays hôte. Le CONCACAF Campeonato de Naciones, comme elle est baptisée, a lieu ensuite tous les deux ans de 1963 à 1971. La deuxième édition, qui se déroule au Guatemala, voit le Mexique défaire l'hôte lors de la finale d'un tournoi à six équipes. Le tournoi 1967 se tient au Honduras et voit le sacre d'un troisième champion différent, le Guatemala. Le Costa Rica remporte son deuxième titre en 1969 à domicile, en battant le Guatemala, tandis que deux ans plus tard, le Mexique remporte également son deuxième championnat alors qu'il se déroule pour la première fois dans les Caraïbes, à Trinité-et-Tobago.
En 1973, le tournoi garde le même format de six équipes dans un seul site et sur un seul tour de poule, mais dorénavant il y a de plus grands enjeux : le champion de la Confédération est qualifié pour la phase finale de la Coupe du monde. À Port-au-Prince, Haïti réalise une énorme surprise en remportant le tournoi, s'octroyant ainsi une place en Coupe du monde 1974. Quatre ans plus tard le Mexique remporte à domicile son troisième titre, suivi en 1981 par le Honduras qui remporte la poule finale jouée aussi à domicile. En 1985, la Coupe des nations de la Concacaf devient itinérante et c'est le Canada qui s'impose et participe pour la première fois à la Coupe du monde, tout comme le Honduras quatre ans plus tôt. Enfin en 1989, le Costa Rica remporte son troisième championnat et dispute son premier Mondial en 1990, en compagnie des États-Unis, vice-champions, qui font leur grand retour en Coupe du monde après quarante ans d'absence.
La Gold Cup, telle qu'on la connaît actuellement, apparaît en 1991 et contrairement à la Coupe des nations de la Concacaf, elle est dissociée des qualifications pour la Coupe du monde puisque son vainqueur n'est plus automatiquement qualifié pour la phase finale du Mondial. Depuis son avènement dans les années 1990, on voit une nette domination du Mexique et des États-Unis qui ont remporté à eux deux 16 tournois sur 17 (9 pour le Mexique et 7 pour les États-Unis). Seul le Canada a réussi à rompre cette hégémonie en s'adjugeant le titre de 2000. Il est à noter que la Gold Cup s'est systématiquement déroulée sur le territoire américain depuis 1991 avec une coorganisation avec le Mexique (deux fois en 1993 et 2003), le Canada (deux fois également en 2015 et 2023) et le Costa Rica et la Jamaïque (tous les deux en 2019).

## Format actuel de qualification
Actuellement, la Gold Cup réunit 16 équipes. Lors de la dernière édition (2023), la Ligue des nations de la CONCACAF 2022-2023 a servi de qualification au tournoi : 
- Les deux premiers de chaque groupe de la Ligue A sont qualifiés (huit équipes) ;
- Les quatre vainqueurs de groupe de la Ligue B sont qualifiés ;
- Trois équipes qualifiées par le biais des éliminatoires de la Gold Cup 2023 ;
- Une équipe d'une autre confédération est invitée : le Qatar.

## Palmarès

### Par édition
| Édition | Année | Vainqueur      | Finaliste         | Troisième              |
| ------- | ----- | -------------- | ----------------- | ---------------------- |
| 1re     | 1963  | Costa Rica     | Salvador          | Antilles néerlandaises |
| 2e      | 1965  | Mexique        | Guatemala         | Costa Rica             |
| 3e      | 1967  | Guatemala      | Mexique           | Honduras               |
| 4e      | 1969  | Costa Rica (2) | Guatemala         | Antilles néerlandaises |
| 5e      | 1971  | Mexique (2)    | Haïti             | Costa Rica             |
| 6e      | 1973  | Haïti          | Trinité-et-Tobago | Mexique                |
| 7e      | 1977  | Mexique (3)    | Haïti             | Salvador               |
| 8e      | 1981  | Honduras       | Salvador          | Mexique                |
| 9e      | 1985  | Canada         | Honduras          | Costa Rica             |
| 10e     | 1989  | Costa Rica (3) | États-Unis        | Trinité-et-Tobago      |

| Édition | Année | Finale         | Finale               | Finale     | Match pour la troisième place/Demi-finalistes éliminés | Match pour la troisième place/Demi-finalistes éliminés | Match pour la troisième place/Demi-finalistes éliminés |
| Édition | Année | Vainqueur      | Score                | Finaliste  | 3e place                                               | Score                                                  | 4e place                                               |
| ------- | ----- | -------------- | -------------------- | ---------- | ------------------------------------------------------ | ------------------------------------------------------ | ------------------------------------------------------ |
| 11e     | 1991  | États-Unis     | 0 − 0 ap (4 - 3) tab | Honduras   | Mexique                                                | 2 - 0                                                  | Costa Rica                                             |
| 12e     | 1993  | Mexique (4)    | 4 - 0                | États-Unis | Costa Rica et Jamaïque                                 | Costa Rica et Jamaïque                                 | Costa Rica et Jamaïque                                 |
| 13e     | 1996  | Mexique (5)    | 2 - 0                | Brésil     | États-Unis                                             | 3 - 0                                                  | Guatemala                                              |
| 14e     | 1998  | Mexique (6)    | 1 - 0                | États-Unis | Brésil                                                 | 1 - 0                                                  | Jamaïque                                               |
| 15e     | 2000  | Canada (2)     | 2 - 0                | Colombie   | Pérou et Trinité-et-Tobago                             | Pérou et Trinité-et-Tobago                             | Pérou et Trinité-et-Tobago                             |
| 16e     | 2002  | États-Unis (2) | 2 - 0                | Costa Rica | Canada                                                 | 2 - 1                                                  | Corée du Sud                                           |
| 17e     | 2003  | Mexique (7)    | 1 - 0 ap             | Brésil     | États-Unis                                             | 3 - 2                                                  | Costa Rica                                             |
| 18e     | 2005  | États-Unis (3) | 0 − 0 ap (3 - 1) tab | Panama     | Colombie et Honduras                                   | Colombie et Honduras                                   | Colombie et Honduras                                   |
| 19e     | 2007  | États-Unis (4) | 2 - 1                | Mexique    | Canada et Guadeloupe                                   | Canada et Guadeloupe                                   | Canada et Guadeloupe                                   |
| 20e     | 2009  | Mexique (8)    | 5 - 0                | États-Unis | Costa Rica et Honduras                                 | Costa Rica et Honduras                                 | Costa Rica et Honduras                                 |
| 21e     | 2011  | Mexique (9)    | 4 - 2                | États-Unis | Honduras et Panama                                     | Honduras et Panama                                     | Honduras et Panama                                     |
| 22e     | 2013  | États-Unis (5) | 1 - 0                | Panama     | Honduras et Mexique                                    | Honduras et Mexique                                    | Honduras et Mexique                                    |
| 23e     | 2015  | Mexique (10)   | 3 - 1                | Jamaïque   | Panama                                                 | 0 − 0 ap (3 - 2) tab                                   | États-Unis                                             |
| 24e     | 2017  | États-Unis (6) | 2 - 1                | Jamaïque   | Costa Rica et Mexique                                  | Costa Rica et Mexique                                  | Costa Rica et Mexique                                  |
| 25e     | 2019  | Mexique (11)   | 1 - 0                | États-Unis | Haïti et Jamaïque                                      | Haïti et Jamaïque                                      | Haïti et Jamaïque                                      |
| 26e     | 2021  | États-Unis (7) | 1 - 0 ap             | Mexique    | Canada et Qatar                                        | Canada et Qatar                                        | Canada et Qatar                                        |
| 27e     | 2023  | Mexique (12)   | 1 - 0                | Panama     | Jamaïque et États-Unis                                 | Jamaïque et États-Unis                                 | Jamaïque et États-Unis                                 |
| 28e     | 2025  | Mexique (13)   | 2 - 1                | États-Unis | Honduras et Guatemala                                  | Honduras et Guatemala                                  | Honduras et Guatemala                                  |

### Par nation
Le tableau suivant contient le palmarès par nations depuis la Coupe des nations de la CONCACAF 1963 jusqu'à la Gold Cup 2023.
| Rang | Équipe            | Vainqueur | Finaliste | Édition(s) gagnée(s)                                                           |
| 1    | Mexique           | 13        | 3         | 1965, 1971, 1977, 1993, 1996, 1998, 2003, 2009, 2011, 2015, 2019, 2023 et 2025 |
| 2    | États-Unis        | 7         | 7         | 1991, 2002, 2005, 2007, 2013, 2017 et 2021                                     |
| 3    | Costa Rica        | 3         | 1         | 1963, 1969 et 1989                                                             |
| 4    | Canada            | 2         | 0         | 1985 et 2000                                                                   |
| 5    | Guatemala         | 1         | 2         | 1967                                                                           |
| 5    | Haïti             | 1         | 2         | 1973                                                                           |
| 5    | Honduras          | 1         | 2         | 1981                                                                           |
| 8    | Panama            | 0         | 3         | -                                                                              |
| 9    | Brésil            | 0         | 2         | -                                                                              |
| 9    | Salvador          | 0         | 2         | -                                                                              |
| 9    | Jamaïque          | 0         | 2         | -                                                                              |
| 12   | Trinité-et-Tobago | 0         | 1         | -                                                                              |
| 12   | Colombie          | 0         | 1         | -                                                                              |

## Participations par pays
Mise à jour jusqu'à la Gold Cup 2025.
| Participations | Pays | Gold Cup | Championship |
| -------------- | --- | -------- | ------------ |
| 26             | Mexique | 18       | 8            |
| 23             | Costa Rica Honduras | 17       | 6            |
| 21             | Guatemala | 13       | 8            |
| 20             | Canada États-Unis Salvador | 17 18 14 | 3 2 6        |
| 19             | Trinité-et-Tobago | 13       | 6            |
| 17             | Haïti | 10       | 7            |
| 16             | Jamaïque | 14       | 2            |
| 13             | Panama | 12       | 1            |
| 12             | Cuba | 10       | 2            |
| 8              | Martinique | 8        | 0            |
| 6              | Guadeloupe | 6        | 0            |
| 5              | Nicaragua | 3        | 2            |
| 4              | Antilles néerlandaises (†) Suriname | 0 2      | 4 2          |
| 3              | Brésil Colombie Curaçao Grenade | 3        | 0            |
| 2              | Corée du Sud Qatar | 2        | 0            |
| 1              | Afrique du Sud Arabie saoudite Belize Bermudes Équateur Guyana Guyane Pérou République dominicaine Saint-Christophe-et-Niévès Saint-Vincent-et-les-Grenadines | 1        | 0            |

En italique les sélections invitées dans le tournoi.
 (†) Équipe disparue

## Classements

### Classement historique cumulé (Gold Cup + Championnat de la Concacaf)
Classement mis à jour après la Gold Cup 2023.
| Rang | Equipe                          | Pts(*) | J   | G  | N  | P  | BP  | BC  | +/-  |
| ---- | ------------------------------- | ------ | --- | -- | -- | -- | --- | --- | ---- |
| 1    | Mexique                         | 190    | 123 | 84 | 22 | 17 | 271 | 73  | +198 |
| 2    | États-Unis                      | 166    | 102 | 75 | 16 | 11 | 199 | 66  | +133 |
| 3    | Costa Rica                      | 119    | 104 | 45 | 29 | 30 | 167 | 109 | +58  |
| 4    | Honduras                        | 91     | 93  | 35 | 21 | 37 | 128 | 118 | +10  |
| 5    | Canada                          | 83     | 76  | 30 | 23 | 23 | 106 | 93  | +13  |
| 6    | Guatemala                       | 64     | 76  | 21 | 22 | 33 | 87  | 97  | -10  |
| 7    | Salvador                        | 64     | 74  | 22 | 20 | 32 | 81  | 103 | -22  |
| 8    | Panama                          | 58     | 55  | 19 | 20 | 16 | 86  | 67  | +19  |
| 9    | Jamaïque                        | 57     | 63  | 23 | 11 | 29 | 72  | 98  | -26  |
| 10   | Trinité-et-Tobago               | 53     | 68  | 18 | 17 | 33 | 80  | 118 | -38  |
| 11   | Haïti                           | 52     | 64  | 20 | 12 | 32 | 63  | 92  | -29  |
| 12   | Brésil                          | 18     | 14  | 8  | 2  | 4  | 22  | 9   | +13  |
| 13   | Cuba                            | 16     | 40  | 5  | 6  | 29 | 30  | 121 | -91  |
| 14   | Antilles néerlandaises (†)      | 15     | 21  | 5  | 5  | 11 | 27  | 55  | -28  |
| 15   | Colombie                        | 12     | 13  | 5  | 2  | 6  | 14  | 17  | -3   |
| 16   | Guadeloupe                      | 12     | 18  | 5  | 2  | 11 | 23  | 31  | -8   |
| 17   | Martinique                      | 12     | 23  | 5  | 2  | 16 | 26  | 58  | -32  |
| 18   | Qatar                           | 10     | 9   | 4  | 2  | 3  | 15  | 13  | +2   |
| 19   | Afrique du Sud                  | 5      | 4   | 1  | 3  | 0  | 7   | 6   | +1   |
| 20   | Corée du Sud                    | 4      | 7   | 0  | 4  | 3  | 5   | 9   | -4   |
| 21   | Pérou                           | 3      | 4   | 1  | 1  | 2  | 7   | 7   | 0    |
| 22   | Curaçao                         | 3      | 7   | 1  | 1  | 5  | 2   | 9   | -7   |
| 23   | Suriname                        | 3      | 12  | 1  | 1  | 10 | 11  | 31  | -20  |
| 24   | Bermudes                        | 2      | 3   | 1  | 0  | 2  | 4   | 4   | 0    |
| 25   | Équateur                        | 2      | 2   | 1  | 0  | 1  | 2   | 2   | 0    |
| 26   | Guyana                          | 1      | 3   | 0  | 1  | 2  | 3   | 9   | -6   |
| 27   | Nicaragua                       | 1      | 18  | 0  | 1  | 17 | 6   | 50  | -44  |
| 28   | Guyane                          | 0      | 3   | 0  | 0  | 3  | 2   | 10  | -8   |
| 29   | Saint-Vincent-et-les-Grenadines | 0      | 2   | 0  | 0  | 2  | 0   | 8   | -8   |
| 30   | Belize                          | 0      | 3   | 0  | 0  | 3  | 1   | 11  | -10  |
| 31   | Saint-Christophe-et-Niévès      | 0      | 3   | 0  | 0  | 3  | 0   | 14  | -14  |
| 32   | Grenade                         | 0      | 9   | 0  | 0  | 9  | 2   | 36  | -34  |

(*) Victoire = 2 points, nul = 1 point (y compris pour les matchs conclus par une séance de tirs au but), défaite = 0 point.

### Classement selon le tour atteint
Classement mis à jour après la Gold Cup 2023.
| Rang | Équipe                          | Titres remportés                                                          | Finalistes                           | Demi-finalistes                                    | Éliminations au stade des quarts de finale                   | Éliminations au premier tour (depuis 2000) | Participations |
| ---- | ------------------------------- | ------------------------------------------------------------------------- | ------------------------------------ | -------------------------------------------------- | ------------------------------------------------------------ | ------------------------------------------ | -------------- |
| 1    | Mexique                         | · 1965, 1971, 1977, 1993, 1996 · 1998, 2003, 2009, 2011, 2015, 2019, 2023 | · 1967, 2007, 2021                   | 6 · 1969, 1973, 1981, 1991, 2013, 2017             | 4 1963, 2000, 2002, 2005                                     |                                            | 25             |
| 2    | États-Unis                      | · 1991, 2002, 2005, 2007, 2013, 2017, 2021                                | · 1989, 1993, 1998, 2009, 2011, 2019 | 4 · 1996, 2003, 2015, 2023                         | 2 1985, 2000                                                 |                                            | 19             |
| 3    | Costa Rica                      | · 1963, 1969, 1989                                                        | · 2002                               | 8 · 1965, 1971, 1985, 1991, 1993, 2003, 2009, 2017 | 9 2000, 2005, 2007, 2011, 2013, 2015, 2019, 2021, 2023       | 1 1998                                     | 22             |
| 4    | Canada                          | · 1985, 2000                                                              |                                      | 5 · 1977, 1981, 2002, 2007, 2021                   | 7 1991, 1993, 1996, 2009,2017, 2019, 2023                    | 5 2003, 2005, 2011, 2013, 2015             | 19             |
| 5    | Honduras                        | · 1981                                                                    | · 1985, 1991                         | 7 · 1963, 1967, 1973, 2005, 2009, 2011, 2013       | 8 1971,1993, 1996, 1998, 2000, 2007, 2017, 2021              | 4 2003, 2015, 2019, 2023                   | 22             |
| 6    | Guatemala                       | · 1967                                                                    | · 1965, 1969                         | 2 1989, 1996                                       | 9 1963, 1973, 1977, 1985, 1991, 1998, 2007, 2011, 2023       | 6 2000, 2002, 2003, 2005, 2015, 2021       | 20             |
| 7    | Haïti                           | · 1973                                                                    | · 1971, 1977                         | 1 2019                                             | 7 1965, 1967, 1981,1985, 2002, 2009, 2015                    | 5 2000, 2007, 2013, 2021, 2023             | 16             |
| 8    | Panama                          |                                                                           | · 2005, 2013, 2023                   | 3 · 2007, 2011, 2015                               | 5 1963, 1993, 2009, 2017, 2019                               | 1 2021                                     | 12             |
| 9    | Jamaïque                        |                                                                           | · 2015, 2017                         | 4 · 1993, 1998, 2019, 2023                         | 7 1963, 1969, 1991, 2003, 2005, 2011, 2021                   | 2 2000, 2009                               | 15             |
| 10   | Salvador                        |                                                                           | · 1963, 1981                         | 2 · 1965, 1977                                     | 10 1985,1989, 1996, 1998, 2002, 2003, 2011, 2013, 2017, 2021 | 5 2007, 2009, 2015, 2019, 2023             | 19             |
| 11   | Brésil                          |                                                                           | · 1996, 2003                         | 1 · 1998                                           |                                                              |                                            | 3              |
| 12   | Trinité-et-Tobago               |                                                                           | · 1973                               | 3 · 1967, 1989, 2000                               | 8 1969, 1971, 1985, 1991, 1996, 1998, 2013, 2015             | 6 2002, 2005, 2007, 2019, 2021, 2023       | 18             |
| 13   | Colombie                        |                                                                           | · 2000                               | 1 2005                                             | 1 2003                                                       |                                            | 3              |
| 14   | Antilles néerlandaises (†)      |                                                                           |                                      | 2 · 1963, 1969                                     | 2 1965, 1973                                                 |                                            | 4              |
| 15   | Cuba                            |                                                                           |                                      | 1 1971                                             | 5 1981, 1998, 2003, 2013, 2015                               | 6 2002, 2005, 2007, 2011, 2019, 2023       | 12             |
| 16   | Guadeloupe                      |                                                                           |                                      | 1 2007                                             | 1 2009                                                       | 3 2011, 2021, 2023                         | 5              |
| 17   | Qatar                           |                                                                           |                                      | 1 2021                                             | 1 2023                                                       |                                            | 2              |
| 18   | Corée du Sud                    |                                                                           |                                      | 1 2002                                             |                                                              | 1 2000                                     | 2              |
| 19   | Pérou                           |                                                                           |                                      | 1 2000                                             |                                                              |                                            | 1              |
| 20   | Martinique                      |                                                                           |                                      |                                                    | 2 1993, 2002                                                 | 6 2003, 2013, 2017, 2019, 2021, 2023       | 8              |
| 21   | Nicaragua                       |                                                                           |                                      |                                                    | 2 1963, 1967                                                 | 3 2009, 2017, 2019                         | 5              |
| 22   | Suriname                        |                                                                           |                                      |                                                    | 2 1977, 1985                                                 | 1 2021                                     | 3              |
| 23   | Curaçao                         |                                                                           |                                      |                                                    | 1 2019                                                       | 1 2017                                     | 2              |
| 24   | Afrique du Sud                  |                                                                           |                                      |                                                    | 1 2005                                                       |                                            | 1              |
| 25   | Grenade                         |                                                                           |                                      |                                                    |                                                              | 3 2009, 2011, 2021                         | 3              |
| 26   | Saint-Vincent-et-les-Grenadines |                                                                           |                                      |                                                    |                                                              | 1 1996                                     | 1              |
| 26   | Équateur                        |                                                                           |                                      |                                                    |                                                              | 1 2002                                     | 1              |
| 26   | Belize                          |                                                                           |                                      |                                                    |                                                              | 1 2013                                     | 1              |
| 26   | Guyane                          |                                                                           |                                      |                                                    |                                                              | 1 2017                                     | 1              |
| 26   | Bermudes                        |                                                                           |                                      |                                                    |                                                              | 1 2019                                     | 1              |
| 26   | Guyana                          |                                                                           |                                      |                                                    |                                                              | 1 2019                                     | 1              |
| 26   | Saint-Christophe-et-Niévès      |                                                                           |                                      |                                                    |                                                              | 1 2023                                     | 1              |

En italique les sélections non affiliées à la Concacaf, participant via une invitation.
 (†) Équipe disparue.

## Palmarès individuels

### Sélectionneurs vainqueurs
Mis à jour après la Gold Cup 2023.
| Année | Sélectionneur vainqueur | Champion   |
| ----- | ----------------------- | ---------- |
| 1963  | Alfredo Piedra          | Costa Rica |
| 1965  | Ignacio Trelles         | Mexique    |
| 1967  | Rubén Amorín            | Guatemala  |
| 1969  | Marvin Rodríguez        | Costa Rica |
| 1971  | Javier de la Torre      | Mexique    |
| 1973  | Antoine Tassy           | Haïti      |
| 1977  | José Antonio Roca       | Mexique    |
| 1981  | José de la Paz Herrera  | Honduras   |
| 1985  | Tony Waiters            | Canada     |
| 1989  | Marvin Rodríguez        | Costa Rica |
| 1991  | Bora Milutinović        | États-Unis |
| 1993  | Miguel Mejía Barón      | Mexique    |
| 1996  | Bora Milutinović        | Mexique    |
| 1998  | Manuel Lapuente         | Mexique    |
| 2000  | Holger Osieck           | Canada     |
| 2002  | Bruce Arena             | États-Unis |
| 2003  | Ricardo La Volpe        | Mexique    |
| 2005  | Bruce Arena             | États-Unis |
| 2007  | Bob Bradley             | États-Unis |
| 2009  | Javier Aguirre          | Mexique    |
| 2011  | José Manuel de la Torre | Mexique    |
| 2013  | Jürgen Klinsmann        | États-Unis |
| 2015  | Miguel Herrera          | Mexique    |
| 2017  | Bruce Arena             | États-Unis |
| 2019  | Gerardo Martino         | Mexique    |
| 2021  | Gregg Berhalter         | États-Unis |
| 2023  | Jaime Lozano            | Mexique    |
| 2025  | Javier Aguirre          | Mexique    |

### Meilleurs buteurs
Mis à jour après la Gold Cup 2023.
| \| Année \| Joueur \| Buts \| \| ----- \| ------------------------------------------------------------------------------------------------------------------- \| ---- \| \| 1963 \| Eduardo Hernández \| 8 \| \| 1965 \| Ernesto Cisneros Javier Fragoso \| 5 \| \| 1967 \| Manuel Recinos \| 4 \| \| 1969 \| Victor Manuel Ruiz \| 4 \| \| 1971 \| Roberto Rodríguez Pérez Roy Sáenz \| 3 \| \| 1973 \| Steve David \| 7 \| \| 1977 \| Víctor Rangel \| 6 \| \| 1981 \| Hugo Sánchez \| 3 \| \| 1985 \| José Roberto Figueroa \| 5 \| \| 1989 \| Raúl Chacón Julio Rodas Evaristo Coronado Juan Cayasso Leonidas Flores Leonson Lewis Kerry Jamerson Philibert Jones \| 2 \| \| 1991 \| Benjamin Galindo \| 4 \| \| 1993 \| Luis Roberto Alves \| 11 \| \| 1996 \| Eric Wynalda \| 4 \| \| 1998 \| Paulo Wanchope Luis Hernández \| 4 \| \| 2000 \| Carlo Corazzin \| 4 \| \| 2002 \| Brian McBride \| 4 \| \| 2003 \| Walter Centeno Landon Donovan \| 4 \| \| 2005 \| DaMarcus Beasley Landon Donovan Carlos Ruiz Wílmer Velásquez Luis Tejada \| 3 \| \| 2007 \| Carlos Pavón \| 5 \| \| 2009 \| Miguel Sabah \| 4 \| \| 2011 \| Javier Chicharito Hernández \| 7 \| \| 2013 \| Gabriel Torres Landon Donovan Chris Wondolowski \| 5 \| \| 2015 \| Clint Dempsey \| 7 \| \| 2017 \| Alphonso Davies Jordan Morris Kévin Parsemain \| 3 \| \| 2019 \| Jonathan David \| 6 \| \| 2021 \| Almoez Ali \| 4 \| \| 2023 \| Jesús Ferreira \| 7 \| \| 2025 \| Ismaël Diaz \| 6 \| | | 18 buts : - Landon Donovan 13 buts : - Clint Dempsey 12 buts : - Zague - Andrés Guardado 11 buts : - Blas Pérez - Ismaël Diaz 10 buts : - Luis Tejada - Raul Jimenez |
| Année | Joueur | Buts |
| 1963 | Eduardo Hernández                                                                                                   | 8 |
| 1965 | Ernesto Cisneros Javier Fragoso                                                                                     | 5 |
| 1967 | Manuel Recinos | 4 |
| 1969 | Victor Manuel Ruiz                                                                                                  | 4 |
| 1971 | Roberto Rodríguez Pérez Roy Sáenz                                                                                   | 3 |
| 1973 | Steve David | 7 |
| 1977 | Víctor Rangel | 6 |
| 1981 | Hugo Sánchez | 3 |
| 1985 | José Roberto Figueroa                                                                                               | 5 |
| 1989 | Raúl Chacón Julio Rodas Evaristo Coronado Juan Cayasso Leonidas Flores Leonson Lewis Kerry Jamerson Philibert Jones | 2 |
| 1991 | Benjamin Galindo | 4 |
| 1993 | Luis Roberto Alves                                                                                                  | 11 |
| 1996 | Eric Wynalda | 4 |
| 1998 | Paulo Wanchope Luis Hernández                                                                                       | 4 |
| 2000 | Carlo Corazzin | 4 |
| 2002 | Brian McBride | 4 |
| 2003 | Walter Centeno Landon Donovan                                                                                       | 4 |
| 2005 | DaMarcus Beasley Landon Donovan Carlos Ruiz Wílmer Velásquez Luis Tejada                                            | 3 |
| 2007 | Carlos Pavón | 5 |
| 2009 | Miguel Sabah | 4 |
| 2011 | Javier Chicharito Hernández                                                                                         | 7 |
| 2013 | Gabriel Torres Landon Donovan Chris Wondolowski                                                                     | 5 |
| 2015 | Clint Dempsey | 7 |
| 2017 | Alphonso Davies Jordan Morris Kévin Parsemain                                                                       | 3 |
| 2019 | Jonathan David | 6 |
| 2021 | Almoez Ali | 4 |
| 2023 | Jesús Ferreira | 7 |
| 2025 | Ismaël Diaz | 6 |